# Peter Honess
 Peter Honess (né selon les sources en 1945 ou en mai 1946 en Angleterre) est un monteur de cinéma britannique. Il a reçu le prix du meilleur montage pour L.A. Confidential lors de la 51e cérémonie des British Academy Film Awards en 1998, film pour lequel il a été aussi nommé pour un Oscar.

## Biographie
Peter Honess a été formé au Queen's College, Taunton. Il est devenu monteur stagiaire à la branche britannique de MGM où travaillait son père. Il se rend aux États-Unis en 1971 où il réalise son premier montage pour le film It's Alive!. Il revient en Angleterre où il est pendant 15 ans monteur assistant. Son travail est reconnu par un prix du meilleur montage en 1998 et une nomination aux Oscars. Dans les années 2000 il réalise le montages de plusieurs films ayant eu un succès important au box-office. Il a été élu à l'association des American Cinema Editors.

## Filmographie partielle
- 1973 : Casse sur la ville (Hell Up in Harlem) de Larry Cohen
- 1974 : Le monstre est vivant (It's Alive!) de Larry Cohen
- 1990 : La Maison Russie de Fred Schepisi
- 1991 : Ricochet de Russell Mulcahy
- 1994 : The Shadow de Russell Mulcahy
- 1995 : Rob Roy de Michael Caton-Jones
- 1996 : Au-delà des lois de John Schlesinger
- 1997 : L.A. Confidential de Curtis Hanson
- 2001 : Fast and Furious de Rob Cohen
- 2002 : Harry Potter et la Chambre des secrets de Chris Columbus
- 2004 : Troie de Wolfgang Petersen
- 2005 : Æon Flux de Karyn Kusama
- 2006 : Poséidon de Wolfgang Petersen
- 2007 : À la croisée des mondes : La Boussole d'or de Chris Weitz
- 2013 : Romeo et Juliette de Carlo Carlei

## Distinctions

### Récompenses
- Prix du meilleur montage pour L.A. Confidential lors de la 51e cérémonie des British Academy Film Awards

### Nominations
- Oscar du meilleur montage en 1998